# Hârtiești
Hârtieşti é uma comuna romena localizada no distrito de Argeş, na região de Muntênia. A comuna possui uma área de 48.82 km² e sua população era de 2103 habitantes segundo o censo de 2007.